# Jaworznik (dopływ Koziego Brodu)
Jaworznik – potok, prawobrzeżny dopływ Koziego Brodu o długości 5,32 km i powierzchni zlewni 8,09 km². 
Potok przepływa przez kompleks leśny zwany Puszczą Trzebińsko-Olkuską na południe od Bukowna. W piaskach wyżłobił głębokie jary, podobnie jak inne potoki przepływające przez puszczę, takie jak Sztoła, Kozi Bród czy Żabnik.